# Christoffer Johansson
Lars Christoffer Johansson, född 29 mars 1983 i Halmstad, är en svensk handbollsspelare, mittsexa.

## Karriär
Christoffer Johansson är fostrad i HK Drott och debuterade i klubbens A-lag 2003. Säsongen 2007/2008 spelade han för Anderstorps SK, men återvände sedan till Drott. Christoffer Johansson var säsongen 2008–2009 elitseriens mest utvisade spelare men följande säsong blev han inte utvisad så ofta. 2010 nådde han karriärens höjdpunkt och spelade SM-final mot Sävehof i Malmö Arena men förlorade finalen efter förlängning. Året efter slutade han att spela handboll för att prioritera arbete och familj.

## Klubbar
- HK Drott 2003–2007
- Anderstorps SK  (2007-2008[3])
- HK Drott (2008–2011)[4]